# 千田正
千田 正（ちだ ただし、1899年4月28日 - 1983年2月5日）は、日本の政治家、実業家。位階は従三位。勲等は勲一等。学位は商学士（早稲田大学）。金ケ崎町名誉町民。
参議院議員3期（1947年 - 1962年）、岩手県知事4期（1963年 - 1979年）を歴任した。

## 生涯

### 生い立ち
1899年（明治32年）、岩手県胆沢郡金ケ崎村（現・金ケ崎町）三ケ尻に父・政五郎と母・マサの長男として生まれる。千田家は水沢から三ケ尻に移り住み、北上川の舟運事業を行う地域有数の豪農だった。7歳で父を亡くした千田は、マサと養蚕と雑貨屋を始めた。
1905年（明治38年）、三ヶ尻小学校尋常科入学。1913年（大正2年）、胆沢郡立胆沢農業高等学校（現・岩手県立水沢農業高等学校）に進み、水沢の祖母宅から通った。田んぼの耕し方さえ知らなかった千田は水稲、養蚕などの実習中に先生から「君は農業に向かない」と言われ、同校を中退する。
その後、仙台商業学校（現・仙台市立仙台商業高等学校）に入学した。大学進学も描いていた千田は仙台二中（現・宮城県仙台第二高等学校）にも合格して最初は通っていた。しかし「そろばんを習えば家業に役立つだろう」との母の思いを受け入れ、2ヶ月後に仙台商へ編入。卒業までの5年間、水沢出身者のための学生寮、臥牛寮から通った。通学の服装は着物に上等の靴、ステッキ。南部藩士の流れをくむ家柄であったことからか、千田は寮生から、わこ様（いいところの息子の呼び名）と呼ばれていた。仙台商では、弁論部のリーダーとして活躍し天下国家を論じ、柔道にも挑んだ。また将来外国に渡ろうと女学院の院長の下で週3回レッスンに励んだ。
1920年（大正9年）、早稲田大学商学部に入学。簿記など商業の基礎を仙商で習得済みの千田は柔道やホッケー、ボードなどに打ち込んだ。早大アイスホッケー部を創設させたのは千田である。アイスホッケーは慶應の独壇場だったが、千田が早慶戦を企画し、見事慶應を破った。千田はマネージャーだった。弁論が得意な千田は早大雄弁会にも籍を置いた。当時の弁論仲間には、浅沼稲次郎、三宅正一、平野力三らがいた。大学の講堂の建設資金集めを目的に岩手を遊説したこともあった。郷土に戻れば若者たちを集め話をした。
早大を卒業した翌年の1926年（大正15年）、千田は「世界を舞台に何かを吸収したい」と米国ハイドルバーグ大学に留学。1年後コロンビア大学に留学し経済学を専攻。さらに2年後には英国に渡りケンブリッジ大学に入学するが気風が合わず、1週間後にロンドン大学に入り直している。柔道5段の千田は、マンション管理人のロシア人に柔道を教え、地域では、けんか師と呼ばれた。

### 実業家時代
外国留学の後、1928年（昭和3年）帰国。同年5月、千田は田中館貞と結婚する。田中館家は南部藩の子孫。千田が早大の暴れん坊だったことが貞の親に気に入られた。
千田は留学経験を糧に実業家を目指した。東洋一とされた帝国ホテルに対抗するホテル建設計画を打ち立てたが失敗。翌年、損害保険会社の大成火災海上に勤務。だが、もみ上げを長くし銀座で飲んでは暴れ、上司とも衝突。わずか2年で退職した。その後一流として名高い三省堂などに匹敵する書店をと、33歳で芸文館書房を設立した。当時は珍しい、若い女性を販売員として採用したのも千田のアイデアだった。ところが半年もたたずに経営が悪化。軍需軍資となる珪石を掘り当てようと鉱脈を探したり、御影石を掘る事業を試みたが、これもうまくいかなかった。
1938年（昭和13年）、こうした事業でほとんどの財産をなくし、40歳の千田は傷心のまま心機一転、新天地を求め上海に渡る。森友貿易株式会社へ入り上海支店長を勤め、この頃から運が向いてきた。別の貿易会社である上海豊和洋行を設立したり、国策会社である中支那振興株式会社では参事（ポスト）として迎えられた。実業家時代の千田はキリンビールの輸入販売権を獲得するなど業績を上げた。一方で上海岩手県人会にもよく顔を出した。上海の貿易商と呼ばれた千田の活躍ぶりを物語る逸話がある。千田を題材にした芝居が古川ロッパで上映された際に、千田は「一言の断りも無く芝居にするとはけしからん」とロッパに抗議文を送付。早大の後輩のロッパからは謝罪の手紙が上海に送られている。
どん底から実業家としての成功。それは千田のへこたれない性格もあったが、若いころからの幅広い交友関係が好影響していた。水沢出身で日本の産業経済振興を先導した郷古潔や前沢の財閥太田幸朗（千田が早大時の慶大生）との親交もあった。1945年（昭和20年）、第二次世界大戦終結。上海にいた千田は残務を整理し、翌年帰国した。それまでの中国生活の間に、多くの在留県人らの面倒を見る。このとき千田に世話になった多くの県人らが、千田が政治家を歩む際に擁立するなど、力になった。

### 参議院議員時代
47歳の千田は引き上げ直前、上海の仲間たちに「これからは引き上げ者の面倒をみる政治家が必要です」「帰ったらぜひ参議院に立ってください」と口々に言われ、その声に答え「裸一貫で引き揚げた多数の同士のために一肌も二肌も脱ごう」と決意し、1947年（昭和22年）、第1回参議院議員通常選挙に無所属で出馬し初当選した。選挙事務所の県南の拠点は、早稲田の後輩で当時水沢の印刷会社経営者の自宅だった。
参院在外同胞引き揚げ特別委の委員長を務める一方、参院水産委に所属し、以後3期15年間を無所属で務めた。

### 岩手県知事時代
1963年（昭和38年）4月、64歳で岩手県知事選挙に当選。初の革新県政であり、以後連続4期16年間務めた。
千田県政では北上山系開発や高速交通時代を見据えた東北自動車道、東北新幹線誘致に尽力した。1970（昭和45）年の第25回岩手国体を成し遂げ、金ケ崎と北上にまたがる工業団地開発も推し進めた。1964年には岩手県の産物販売会社「岩手県産株式会社」を設立し産業振興に力を入れ、ハイドルバーグ大学から名誉法学博士の名誉学位を授与される。1971年には老人医療費の無料化を実施した。
1972年には勲一等瑞宝章を授与され、金ケ崎町名誉町民となった。1973年には、日中国交回復後、初の地方自治体首長訪中団団長として訪中した。1978年には日・ブラジル親善に尽力した功績により、ブラジル政府公認サン・フランシスコ最高勲章を授与された。
最期の県議会では「県政はすべての県民のために中正、公平に行われるべきであるという一貫した政治信条に基づき4期16年間、県勢の発展と県民福祉の向上に努力してきた」と答弁している。
最終任期の県知事選では自由民主党の支援を受けたが、30数年の政治生活を一貫して無所属で通し、政界に新風を送り続けた。

## 人物
千田の人となりは「豪傑、豪快でありながら人情味豊か」、「決して気取らず、世話好き」、「体も懐も大きく、人間的な豊かさを持った明治の男」と評される。留学した影響か服装に気を遣い、ダンスを好むなどハイカラな面もあった。書、俳句、など趣味が多彩であった。特に刀の鍔の収集は有名で、鑑定の免許を持ち、講義をするほど造詣が深かった。

## 記念館

### 千田正記念館

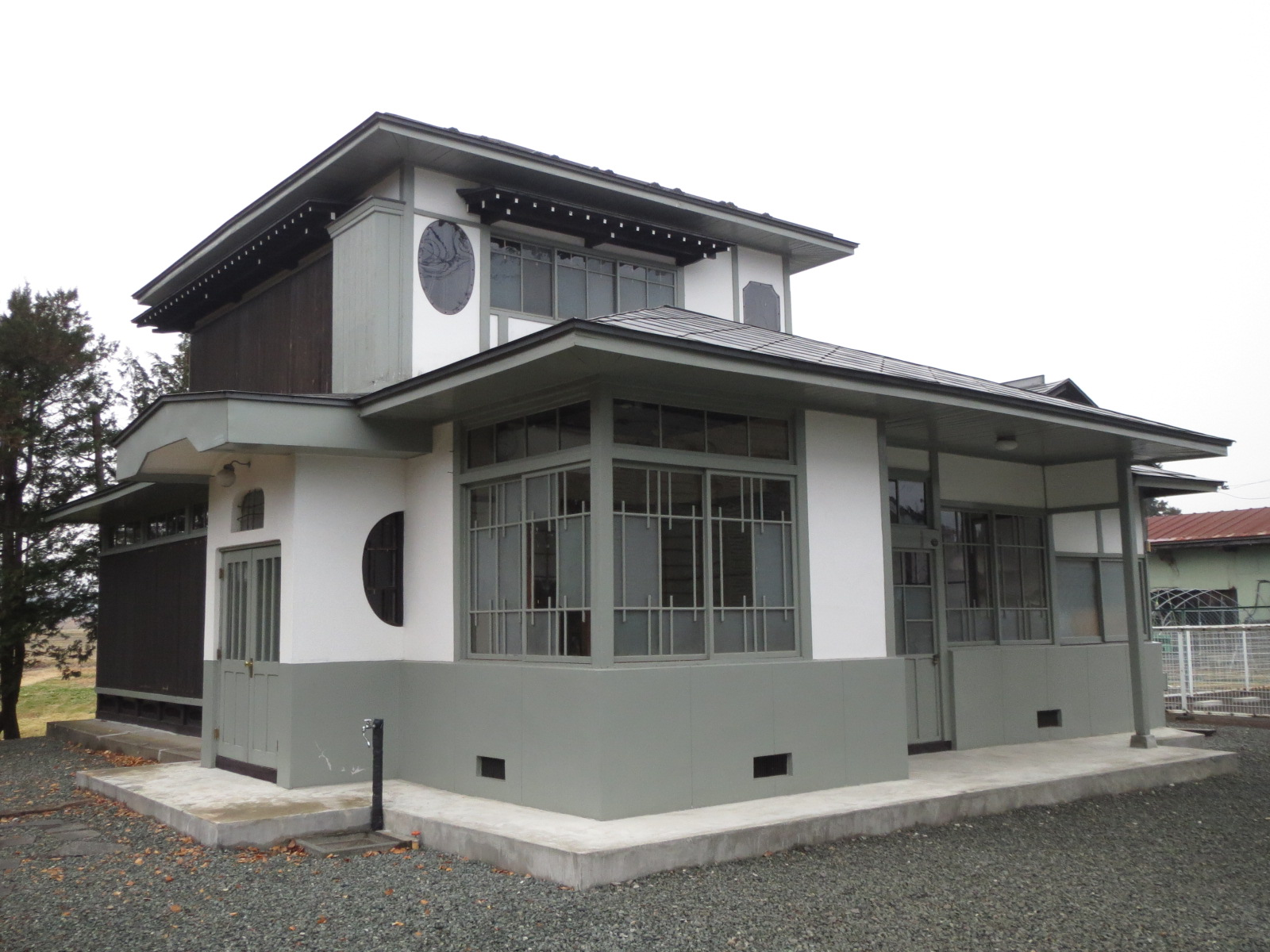
旧千田家住宅主屋

岩手県胆沢郡金ケ崎町三ケ尻谷中には千田正記念館がある。生家と木蔵及び旧知事公舎応接室を保存し、少年時代から知事時代までの資料や遺品を展示している。
旧知事公舎応接室は正光館と呼ばれ1909年（明治42年）に建てられた洋風建築で、内部は公舎応接室を移築している。
旧岩手県知事公舎洋館と旧千田正家住宅主屋・板倉は、2018年（平成30年）に国の登録有形文化財に登録されている。